# Ngọc Lâm, Hưng Yên
Ngọc Lâm là một xã thuộc tỉnh Hưng Yên, Việt Nam.

## Địa lý
Xã Ngọc Lâm nằm ở phía đông bắc của tỉnh Hưng Yên, có vị trí địa lý:
- Phía đông giáp xã Minh Thọ và xã Nguyễn Du.
- Phía nam giáp xã Diên Hà.
- Phía tây giáp xã Tống Trân.
- Phía bắc giáp xã Hồng Châu và xã Nam Thanh Miện của thành phố Hải Phòng, có ranh giới tự nhiên là sông Luộc

## Lịch sử
Ngày 16 tháng 6 năm 2025, Ủy ban Thường vụ Quốc hội ban hành Nghị quyết số 1666/NQ-UBTVQH15 về việc sắp xếp các đơn vị hành chính cấp xã của tỉnh Hưng Yên năm 2025. Theo đó, sắp xếp toàn bộ diện tích tự nhiên, quy mô dân số của các xã Quỳnh Hoàng, Quỳnh Lâm và Quỳnh Ngọc thành xã mới có tên gọi là xã Ngọc Lâm.